# La Mata (Abella de la Conca)
La Mata és un indret i partida del terme municipal d'Abella de la Conca, a la comarca del Pallars Jussà.
Està situat al vessant meridional de la serra de Carreu, just a migdia i a sota del Cap de Carreu i al nord-oest de la Torre d'Eroles. Formen part d'aquesta partida el coll d'Allí, Matacoix, cal Calafí, cal Palateres i algunes antigues cases més. Al centre de la partida hi ha el serrat de la Gavarnera.
Es tractava d'una partida antigament molt boscosa, d'on el nom, la vegetació de la qual va desaparèixer majoritàriament en rompre's el bosc i dedicar-lo a correus en feixes escalonades en el vessant de la serra, sobretot en els segles xix i primera meitat del xx. Posteriorment s'abandonaren els conreus, i el bosc no ha tingut temps de recuperar-se i tornar a ocupar l'espai.
Comprèn les parcel·les 199, 202 a 205, 207 a 209, 213 a 218, 221 a 222, 224 a 232 i 346 del polígon 4 d'Abella de la Conca; consta de 205,4740 hectàrees amb tota mena de terrenys, però amb predomini de conreus de secà i pastures.
Pertany a aquesta partida la masia de cal Pere de la Trena. La partida de la Mata és al nord i nord-oest de la partida de Girvàs.
Joan Coromines indica que aquest topònim procedeix de l'ús antic, sobretot pirinenc, de la paraula mata per a designar boscos de força extensió i espessor.